# Рон Десантис
Роналд Дион Десантис (на английски: Ronald Dion DeSantis) е американски политик и 46-ият губернатор на Флорида. От 2013 г. до 2018 е член на Камарата на представителите на САЩ от Републиканската партия.

## Биография
Роден е в Джаксънвил. Завършва Йейлския университет, а после и докторантура в Харвардския университет. През 2004 г. се присъединява към ВМС на САЩ, където е повишен до лейтенант, преди да заеме позицията на правен консултант. През 2007 г. служи в Ирак. Избран е за член на Конгреса през 2012 г., като е преизбран през 2014 г. и отново през 2016 г. По това време се съюзява с Доналд Тръмп, критикувайки разследванията за потенциална връзка между кампанията на Тръмп и руската намеса преди президентските избори през 2016 г.
За кратко се кандидатира за член на Сената през 2016 г., но се оттегля след като Марко Рубио се включва в надпреварата. През 2018 г. печели губернаторския пост в родния си щат след трудна победа над демократа Андрю Гилъм с едва 0,4% преднина.
Като губернатор, Десантис отказва да следва голяма част от мерките, въведени за забавяне на разпространението на COVID-19 от другите щатски губернатори, като например задължителното носене на маски, стоенето вкъщи и задължителните ваксинации. Въпреки това, средната смъртност в щата му се запазва около средната за страната, докато междувременно Флорида постига икономическо развитие и най-високата раждаемост в страната. През май 2021 г. подписва закон, който забранява на повечето институции да изискват задължителна ваксинация. Въвежда мерки за намаляване на разходите, които довеждат до най-големия бюджетен излишък в историята на Флорида. През 2022 г. е преизбран за губернатор, побеждавайки с 19,4% Чарли Крист.
На 24 май 2023 г. Десантис обявява, че ще се кандидатира за следващ президент на САЩ.